# Compiano
Compiano (emilián nyelven Cumpiàn) település Olaszországban, Emilia-Romagna régióban, Parma megyében. Lakosainak száma 1058 fő (2023. január 1.). Compiano Albareto, Bardi, Bedonia, Borgo Val di Taro és Tornolo községekkel határos.

## Népesség
A település lakossága az elmúlt években az alábbi módon változott:
| Lakosok száma | 1090 | 1093 | 1058 |
|               | 2017 | 2018 | 2023 |